# Rannar Vassiljev

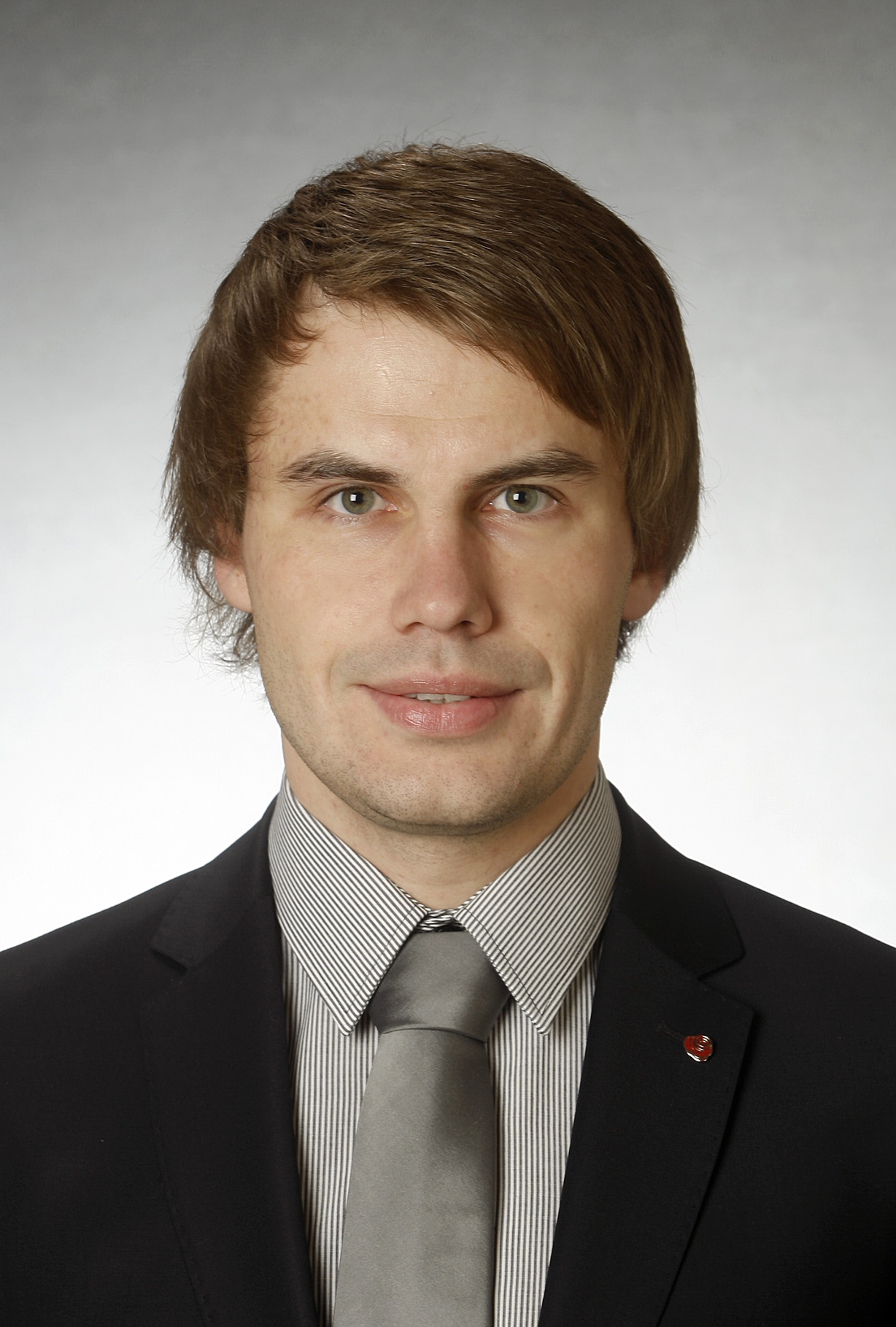
Rannar Vassiljev (2011)

Rannar Vassiljev (* 8. November 1981 in Rakvere) ist ein estnischer Politiker und Unternehmensberater. Er gehört der Sozialdemokratischen Partei Estlands (SDE) an. Von April bis September 2015 war Vassiljev Gesundheits- und Arbeitsminister der Republik Estland.

## Leben
Rannar Vassiljev schloss das Gymnasium im estnischen Rakvere ab. Er studierte zunächst an einer privaten Wirtschaftshochschule, dann an der Universität Tartu. 2004 schloss er dort sein Studium der Politologie ab.
Früh engagierte sich Vassiljev in der Politik. Von 2002 bis 2005 war er Mitglied des Stadtrats von Rakvere. Von 2005 bis 2009 war er stellvertretender Bürgermeister der Stadt und 2009/2010 Oberbürgermeister. 2011 wurde Vassiljev als Abgeordneter in das estnische Parlament (Riigikogu) gewählt. Unter anderem war er Vorsitzender des Finanzausschusses.
Vom 9. April bis 14. September 2015 war Rannar Vassiljev im Kabinett von Ministerpräsident Taavi Rõivas Gesundheits- und Arbeitsminister der Republik Estland. Im Rahmen einer Kabinettsumbildung wurde er vom Parteivorsitzenden Jevgeni Ossinovski abgelöst.
Nach seiner Tätigkeit als Minister schloss sich Vassiljev dem 2016 gegründeten Beratungsunternehmen Miltton Nordics an, für das er aktuell als Partner tätig ist.